# 諏訪部道順
諏訪部 道順（すわべ どうじゅん）は江戸時代中期の旗本。江戸幕府御馬預。

## 経歴
江戸時代旗本諏訪部堅雄と先妻の子として生まれた。宝暦元年（1751年）3月19日15歳で徳川家重に御目見し、宝暦3年（1753年）11月8日御馬方見習、宝暦6年（1756年）9月24日御馬預となり、同日廩米150俵を賜った。
宝暦10年（1760年）4月1日家重の御召御馬御預となり、江戸城西ノ丸に勤めたが、宝暦11年（1761年）8月3日本丸勤務となった。宝暦12年（1762年）4月相模国鎌倉、明和元年（1764年）10月武蔵野へ遠馬を命じられた。明和2年（1765年）8月大川筋御成の際、馬上川渡を披露した。明和3年（1766年）10月下総国真間、明和4年（1767年）4月鎌倉へ遠馬した。安永2年（1773年）10月10日父が城外への御供を免じられた際、代わりに定御供を命じられた。安永5年（1776年）4月徳川家治の日光社参に供奉した。安永8年（1779年）8月鎌倉へ遠馬した。
寛政3年（1791年）7月23日父の病気により職務を引き継ぎ、10月4日家督を継いだ。寛政4年（1792年）6月13日臨時の褒賞を受けた。寛政5年（1793年）7月28日預かっていた鐙を紛失し、譴責を受けた。寛政6年（1794年）6月24日58歳で致仕し、道順と号した。

## 親族
- 父：諏訪部文九郎堅雄[1]
- 母 - 長山藤右衛門直張の娘[1]。
- 継母 - 松平五郎右衛門忠敦の娘[1]。
- 弟：諏訪部伝五兵衛堅寛 - 清水重好に仕えた[1]。
- 妹 - 高木左京正雄の妻[1]。
- 妹 - 山角藤兵衛定慰の妻[1]。
- 弟：諏訪部為之助[1]
- 先妻 - 小野朝右衛門高儔の娘[1]。
- 後妻 – 青山三右衛門宣長の娘[1]。
- 子：諏訪部八之助 – 夭折[1]。
- 娘 – 村松代七歳釐の妻[1]。
- 子：諏訪部文右衛門定昭（さだあきら） - 寛政3年（1791年）12月10日御馬方の見習となり、寛政6年 （1794年）6月24日家督を継いだ[1]。
- 子：鶴八郎左衛門定守 – 鶴武左衛門正記の養子[1]。
- 子：山角万吉定政 – 山角藤兵衛定慰の養子[1]。
- 娘 – 安藤達次郎定矩の妻[1]。
- 子：諏訪部千太郎定功（さだなり）[1]